# Хермероде
Хермероде (нем. Hermerode) — деревня в Германии, в земле Саксония-Анхальт, входит в район Мансфельд в составе городского округа Мансфельд.
Население составляет 128 человек (на 31 декабря 2007 года). Занимает площадь 4,06 км².

## История
Первое упоминание о поселении относится к 1060 году.
6 марта 2009 года, после проведённых реформ, коммуна Хермероде была включена в состав городского округа Мансфельд.

## Галерея

Хермероде на карте городского округа
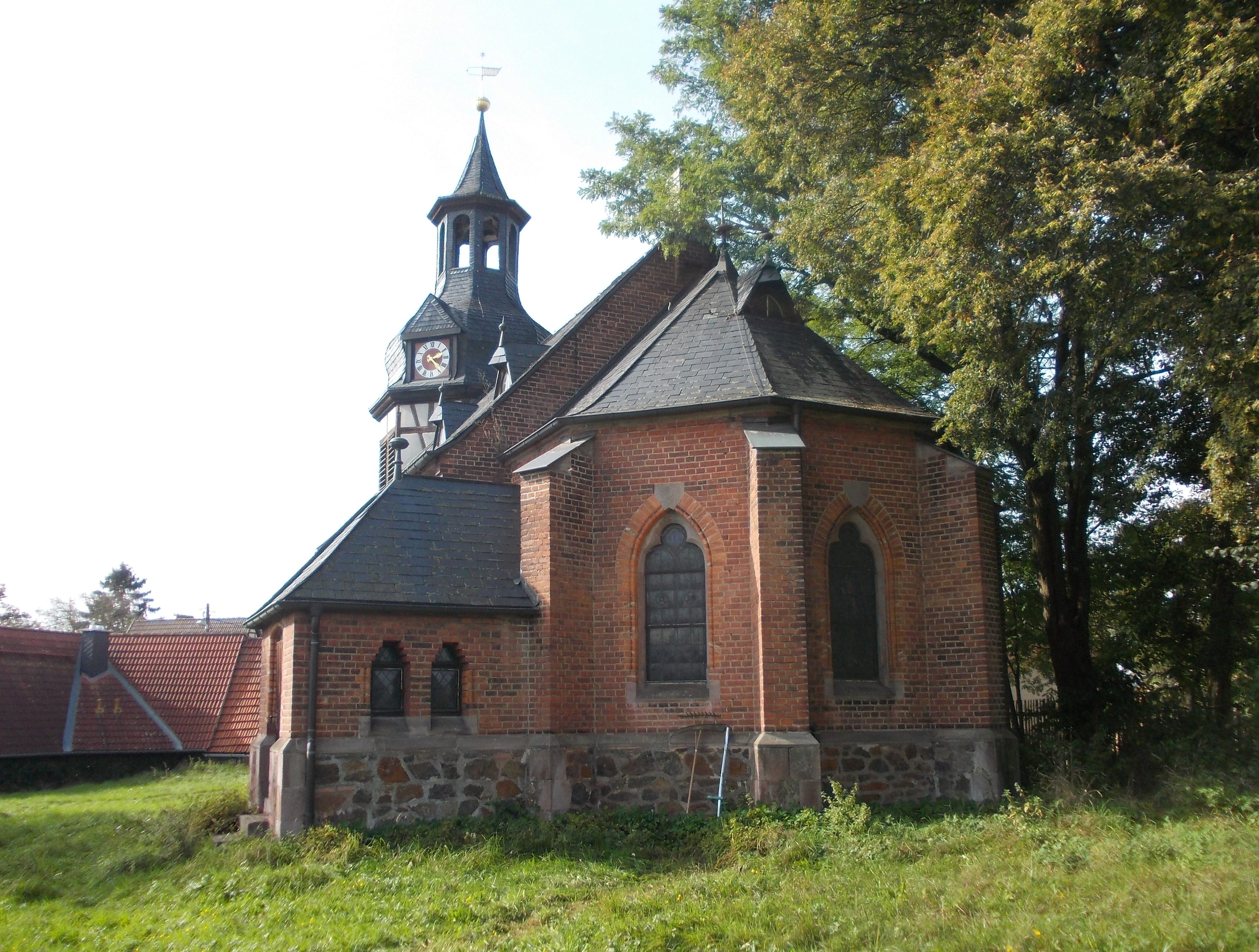
Церковь в Хермероде
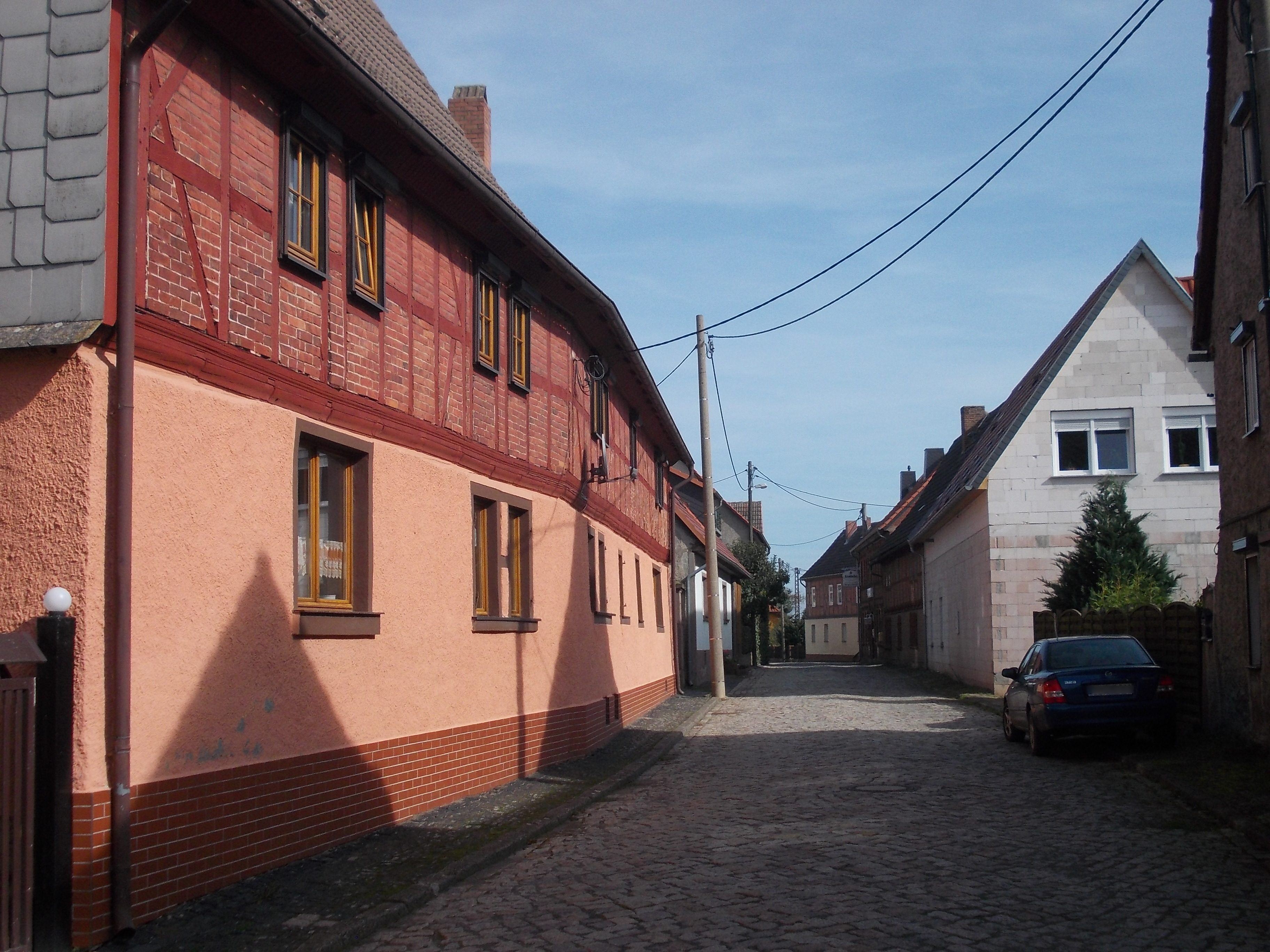
Улица в Хермероде
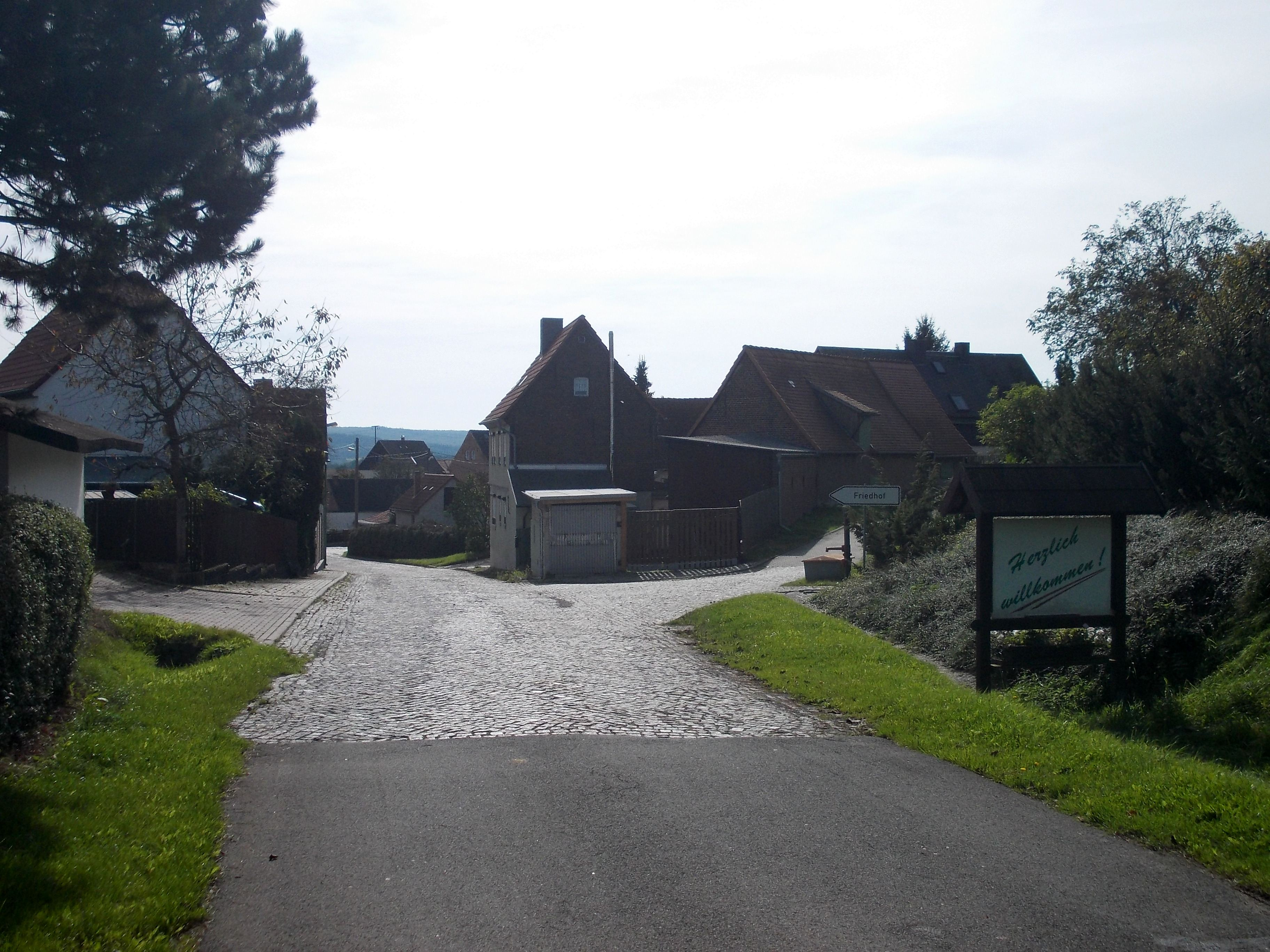
На въезде в Хермероде